# Ryan VandenBussche
Ryan VandenBussche (* 8. Februar 1973 in Simcoe, Ontario) ist ein ehemaliger kanadischer Eishockeyspieler, der im Verlauf seiner aktiven Karriere zwischen 1990 und 2007 unter anderem 311 Spiele für die New York Rangers, Chicago Blackhawks und Pittsburgh Penguins in der National Hockey League auf der Position des rechten Flügelstürmers bestritten hat. VandenBussche verkörperte den Spielertyp des Enforcers.

## Karriere
VandenBussche verbrachte den Beginn seiner Juniorenzeit zwischen 1990 und 1992 im traditionsreichen Franchise der Cornwall Royals in der Ontario Hockey League, mit dem er vor der Saison 1992/93 nach Newmarket umzog und bis Januar 1993 für die Newmarket Royals auflief. In der Sommerpause 1992 war der Flügelstürmer im NHL Entry Draft 1992 in der achten Runde an 173. Stelle von den Toronto Maple Leafs aus der National Hockey League ausgewählt worden. Nachdem er ab Januar 1993 für die Guelph Storm in der OHL gespielt hatte, debütierte VandenBussche am Ende der Spielzeit 1992/93 noch in einer Partie für Torontos Farmteam, die St. John’s Maple Leafs, in der American Hockey League.
Mit Beginn der Saison 1993/94 befand sich der Angreifer dann fest im Kader St. John’s und verweilte dort – mit der Ausnahme einiger Partien für den Ligakonkurrenten Springfield Indians – bis zum Ende des Spieljahres 1994/95. Nachdem der Vertrag des Kanadiers ausgelaufen und nicht verlängert worden war, unterzeichnete VandenBussche im August 1995 als Free Agent einen Vertrag bei den New York Rangers. In deren Dienst feierte er im Verlauf der Saison 1996/97 sein Debüt in der NHL. Zudem war er bis März 1998 für New Yorks Farmteams Binghamton Rangers und Hartford Wolf Pack aktiv gewesen. Noch im Verlauf der Spielzeit 1997/98 wechselte der Stürmer im Tausch für Ryan Risidore zu den Chicago Blackhawks. Dort gelang es ihm ab der Saison 1999/2000 einen Stammplatz im NHL-Kader zu ergattern, nachdem er in der Saison zuvor hauptsächlich für die Portland Pirates in der American Hockey League und Indianapolis Ice in der International Hockey League gespielt hatte.
In Chicago verbrachte VandenBussche fünf Spielzeiten bis zum Ende der Saison 2003/04 als vollwertiges Mitglied im NHL-Kader und füllte dort die Funktion eines Enforcers aus. Im Sommer 2004 wurde sein auslaufender Vertrag nicht verlängert, sodass er sich als Free Agent den Pittsburgh Penguins für die folgenden zwei Spieljahre anschloss. Aufgrund des Lockouts der NHL-Spielzeit 2004/05 kam der Flügelspieler aber zunächst nicht für Pittsburgh zum Einsatz. Stattdessen unterschrieb er im Februar 2005 einen Vertrag bei den mit Pittsburgh kooperierenden Wilkes-Barre/Scranton Penguins aus der AHL für den Rest der Saison. Erst im Spieljahr 2005/06 debütierte VandenBussche im Trikot Pittsburghs. Sein Engagement dort endete aber nach lediglich 20 Einsätzen im Sommer 2006.
VandenBussche wagte daraufhin den Sprung nach Europa, wo er sich im September 2006 auf Probe dem finnischen Traditionsklub Jokerit aus der Hauptstadt Helsinki anschloss. Nach 15 Partien in der SM-liiga kehrte der Kanadier aber bereits Anfang November desselben Jahres wieder nach Nordamerika zurück. Dort bestritt er bis Januar 2007 in der Rolle eines spielenden Assistenztrainers noch neun Begegnungen für die New Mexico Scorpions in der Central Hockey League, ehe er sich – wenige Wochen vor seinem 34. Geburtstag – aus medizinischen Gründen umgehend vom aktiven Sport zurückzog.

## Karrierestatistik
(Legende zur Spielerstatistik: Sp oder GP = absolvierte Spiele; T oder G = erzielte Tore; V oder A = erzielte Assists; Pkt oder Pts = erzielte Scorerpunkte; SM oder PIM = erhaltene Strafminuten; +/− = Plus/Minus-Bilanz; PP = erzielte Überzahltore; SH = erzielte Unterzahltore; GW = erzielte Siegtore; 1 Play-downs/Relegation; Kursiv: Statistik nicht vollständig)